# Eslava
Eslava – gmina w Hiszpanii, w Nawarze, o powierzchni 19,09 km². W 2011 roku gmina liczyła 122 mieszkańców.